# Roda, Grecia
Roda este un fost sat pescăresc de pe coasta de nord a insulei Corfu, care a fost transformat într-o stațiune de dimensiuni medii, destul de bine dezvoltată din punct de vedere turistic. Situat la aproximativ 38 km depărtare de orașul Corfu (Kerkyra), Roda oferă mai multă liniște față de stațiunile învecinate Sidari și Kassiopi. Împreună cu localitățile Agios Ioannis, Astrakeri și Karousades constituie comunitatea municipală Karousades, care aparține unității municipale Esperia a municipiului Corfu de Nord.
Plaja organizată din Roda este acoperită cu nisip fin (exista mici porțiuni cu prundiș înspre Acharavi). Cu ape puțin adânci, sigure pentru înot, plaja se întinde pe 4 kilometri, de-a lungul satului.

## Obiective turistice din Roda
- Biserica Sf. George (secolul al XVII-lea)
- Ruinele templului antic dedicat lui Apollo (construit în sec. al V-lea î Hr.)
- Canal D’Amour care se află la 12 kilometri departare
- Muntelui Pantokrator cu cel mai înalt punct din insula Corfu, 906 m